# محمد قاسم النانوتوي
محمد قاسم النانوتوي (1248 - 1297 هـ / 1833 - 1880 م) هو عالم هندي مسلم سني وأحد أبرز الشخصيات الهندية المسلمة.

## سيرته الذاتية
هوالإمام المحقق، الفقيه المحدث المفسّر، العالم، ترجمان الحديث والقرآن، جامع شتات العلوم والأخبار، صاحب التصانيف الغزيرة والمؤلفات العلمية، سيد الطائفة السادة الديوبندية، المدعو بـ محمد قاسم بن أسد علي الصديقي النانوتوي، الملقب بقاسم العلوم والخيرات، أحد العلماء المعروفين على مستوى الهند، ولد عام 1248  هـ ببلدة نانوتة بمديرية سهارنفور بولاية أتربرديش، الهند.
تتلمذ على يدي الشيخ مملوك علي النانوتوي (ت 1267هـ)، وقرأ عليه سائر الكتب الدراسية، وأخذ الحديث عن الشيخ عبد الغني المجددي الدهلوي (وريث الحركة الإصلاحية للشيخ شاه ولي الله الدهلوي، ت 1296هـ).
وكان الشيخ محمد قاسم النانوتوي من أزهد الناس وأكثرهم علما وفهما وعبادة وذكرا، ومن أبعدهم عن التكلف والمتاجرة بالدين والتظاهر بالعلم؛ فلم يكن يلبس الزي الخاص بالعلماء والفقهاء من العمامة والطيلسان والملابس الفضفاضة.
عاش الشيخ قاسم النانوتوي في فترة حاسمة من تاريخ الهند الحديث؛ حيث كانت الحكومة الاستعمارية ترتب للقضاء على النظام التعليمي الإسلامي إلى أن نجحت في القضاء على نظام التعليم الإسلامي الرسمي، وكان من وسائلها للوصول إلى هذا الهدف تشويه سمعة العلماء؛ فرموهم بضيق الأفق، وبتعصبهم ومحاربتهم اللغة الإنجليزية؛ وذلك بهدف محاصرة العلم الإسلامي والحد من انتشاره، ومن الوسائل التي اعتمدتها في ذلك عدم توظيف من يجهل اللغة الإنجليزية في الوظائف الرسمية، وقضاؤهم على مصادر تمويل المدارس الإسلامية، والحيلولة دون مساعدة طلاب العلم الشرعي ماديا.
هكذا كان هم الاستعمار الأول والأخير القضاء على الإسلام وكسر شوكة المسلمين؛ لأنهم كانوا من يقود الهند منذ قرون طويلة، ومن هنا ركز الاستعمار على محاربة الإسلام بكل وسيلة؛ منها كما أشرنا قبل قليل، القضاء على نظام التعليم الشرقي والإسلامي، والقضاء على لغة المسلمين في الهند وكانت لغتهم في بداية أمر الاستعمار هي اللغة الفارسية، ثم طور المسلمون لأنفسهم لغة أخرى سموها اللغة الأردية، ومنها تشجيع رجال الدين النصراني والهندوسي على زعزعة عقائد عامة المسلمين. وقد أحضرت القوات الاستعمارية معها مجموعة كبيرة من الأساقفة من دولتهم، كما شجعت الأساقفة المحليين ورجال الدين الهندوسيين؛ فكانوا يتجولون في المدن والقرى، ويسيئون إلى نبي الإسلام محمد صلى الله عليه وسلم، ويشككون في عقائد الإسلام. لكن علماء المسلمين ثاروا على تلك الأوضاع الظالمة وعلى الاستعمار الإنجليزي؛ فحاولوا الحفاظ على العلوم الشرعية، ومحاربة انتشار النصرانية، ودافعوا عن الإسلام وعقائده، ونشأ لديهم حسٌ معادٍ للغة الإنجليزية، ونما لديهم الإحساس بأهمية الحرية والاستقلال.
كان من بين أولئك العلماء الثائرين الشيخ محمد قاسم النانوتوي؛ فقد ناظر النصارى والهندوس عدة مرات كانت أشهرها المناظرة التي وقعت في بلدة تشاند بور بمديرية شاه جهانبور بولاية أتربرديش، والمناظرة التي وقعت مع الأسقف تارا جند، فغلبهم وأقام الحجة عليهم. وكان من مساعي الاستعمار ضد الإسلام إقامته لسوق ثقافية باسم: ميله خدا شناسي، أي سوق معرفة الإله؛ وكان ذلك لتشجيع الهندوس والنصارى على الوقوف أمام الإسلام، ولِيجدوا مجالا حتى يقدموا أفكارهم وعقائدهم من خلاله أمام عامة المسلمين، فأقاموا هذه السوق في منطقة شاه جهان بور بمقاطعة يو بي ذات الأغلبية المسلمة، ودعوا الناس لحضور هذه السوق، وقد أقيمت هذه السوق مرتين؛ الأولى يومي الثامن والتاسع مايو عام 1876م، والمرة الثانية يومي التاسع عشر والعشرين من مارس عام 1877م، وممن شارك في هذا الموسم الثقافي والديني إلى جانب مجموعة أخرى من العلماء الشيخ محمد قاسم النانوتوي، فدافع عن عقائد الإسلام دفاعا مُتقنا، وأثبت أن هذا الدين هو الذي يمكنه إنقاذ البشرية

## الإنتاج العلمي
للشيخ مصنفات علمية دقيقة وعميقة تبلغ زهاء ثلاثين مصنفا، تدل على سعة علمه وعمق تفكيره ودقة نظره وطول باعه في دقائق العلوم ومعارف الكتاب والسنة؛ منها الكتب التالية:
1. «حواشي صحيح البخاري»: كتب حواشي بعض الأجزاء الأخيرة لصحيح البخاري بطلب من شيخه الشيخ أحمد علي السهارنفوري.
2. «آب حيات» (ماء الحياة): رسالة صغيرة تتحدث عن الحياتين الروحية والجسمية للنبي صلى الله عليه وسلم، وردّ فيها الاعتراضات الواردة من قبل الشيعة على (أموال فدك) وتوريثها.
3. «مصابيح التراويح»: رسالة مختصرة عن صلاة التراويح، وكانت في الأصل جوابا عن سؤال ورد إليه من قبل الشيخ أحمد حسن الأمروهي.
4. «هداية الشيعة»: ناقش الشيخ النانوتوي في هذا الكتيب الاعتراضات والشبهات الواردة من قبل الشيعة.
5. «الدليل المحكم على قراءة الفاتحة للمؤتم»: هذا الكتاب يتحدث عن مسألة خلافية في الصلاة، وهي حكم قراءة سورة الفاتحة للمؤتم وراء الإمام.
6. «الأجوبة الأربعون»: ناقش الشيخ النانوتوي في هذا الكتيب اعتراضات الشيعة المختلفة.
7. «اسرار قراني» (الأسرار القرآنية): رسالة صغيرة تشتمل على مسائل متعلقة بالقرآن الكريم، كتبت في الرد على بعض الأسئلة التي وردت للشيخ من قبل بعض أصحابه.
8. «تصفية العقائد»: وقعت مناظرة كتابية بين الشيخ النانوتوي وبين سيد أحمد خان (أحد الحداثيين المعروفين في الهند) حول عقائد الإسلام، طبعها الشيخ محمد حيات ميرتي باسم «تصفية العقائد»، وطبع فيها خطاب السر سيد أحمد خان الذي أرسله إلى الشيخ النانوتوي كذلك.
9. «تحذير الناس»: هذا الكتيب في أصله جواب لخطاب تلقاه من قبل الشيخ محمد أحسن النانوتوي.
10. رد قول الفصيح": كتب الشيخ فصيح الدين (أحد تلامذة الشيخ عبد القادر البدايوني) رسالة في الرد على «تحذير الناس»، الكتيب المذكور سابقا، فرد عليه الشيخ النانوتوي في رسالته "رد قول الفصيح".
11. «حجة الإسلام»: ألقى الشيخ محمد قاسم النانوتوي محاضرة علمية في سوق أقيمت في منطقة تشاندا بور بمديرية شاه جهان بور تحت عنوان «معرفة الإله»، أثبت الشيخ النانوتوي في هذه المحاضرة حقانية الإسلام، وتم طبعها في كتيب من قبل الشيخ فخر الحسن باسم «حجة الإسلام».
12. «الحوار الديني»: هذا الكتيب كذلك في الأصل محاضرة ألقاها الشيخ يومي السابع والثامن من مايو عام 1876م، في سوق «معرفة الإله» المنعقدة في نفس المنطقة المذكورة.
13. «مناظرة شاه جهان بور» (مباحثة شاه جهان بور): هذا الكتيب كذلك في الأصل محاضرة ألقاها الشيخ في نفس السوق يومي التاسع عشر والعشرين من مارس عام 1877م.
14. «انتصار الإسلام»: هو في الأصل محاضرة ألقاها الشيخ النانوتوي في منطقة رركي، وكان قد ذهب إلى تلك المنطقة لمناظرة أحد رجال الدين الهندوسي وهو ديانند سرسوتي، الذي كان قد تحدى المسلمين، فانبرى له الشيخ محمد قاسم النانوتوي، لكنه آثر الفرار على القرار، ولم يحضر للمناظرة. وكان موضوع هذه المحاضرة إثبات وجود الملائكة والجن والشيطان، وتضمنت الرد على آراء السير سيد حمد خان.
15. «قبله نما» (المرشد إلى القبلة): كان رجل الدين الهندوسي ديانند سرسوتي، المعروف في عصره، قد اتهم المسلمين في استقبالهم الكعبة أثناء صلاتهم بأنهم يعبدون صنمها، وأنه لا فرق بين عبادة الأصنام وبين استقبال القبلة (الكعبة) أثناء الصلاة، فرد عليه الشيخ النانوتوي وأثبت الفروق الجوهرية بين عبادة الأصنام وبين استقبال القبلة، ثم أشار إلى ضرورة استقبال القبلة وأهميته.
16. «جواب تركي به تركي» (الأجوبة الواضحة والمباشرة): اعترض بعض علماء الهندوس في منطقة ميرته، إقليم "up"، على بعض عقائد الإسلام وشعائره في خطبهم وكتاباتهم، فأجابهم الشيخ النانوتوي في هذا الكتيب، ورتب هذا الكتيب الشيخ عبد العليّ.
17. «تقرير دل بذير» (الخطاب الجذاب الفاتن): أثبت الشيخ النانوتوي في هذا الكتيب بالأدلة العقلية والنقلية حقانية عقائد الإسلام الأساسية من التوحيد والرسالة، وأثبت فيه أن مدار الفلاح في الدنيا والآخرة في التمسك بالإسلام.
18. «توثيق الكلام في مبحث خلف الإمام»: هذا الكتاب ءكما يظهر من اسمهء يتكلم عن موضوع فقهي، هو قراءة الفاتحة في الصلاة للمؤتم خلف الإمام.
19. «التحفة اللحمية»: هذا الكتيب يتحدث عن جواز أكل لحوم البقر والحيوانات الأخرى بأدلة عقلية ونقلية، وكتبه الشيخ ردا على الهندوس الذين يحرمون أكل لحم البقر.
20. «انتباه المؤمنين»: هذا الكتيب يشتمل على رد بعض الشبه والاعتراضات الواردة من قبل الشيعة على عقائد أهل السنة، وهو باللغة الفارسية.
21. «فيوض قاسمية»: هذه مجموعة رسائل رد فيها على خمس عشرة رسالة وردته من جهات مختلفة تحمل في طياتها أسئلة مهمة عن الأمور الشرعية والدينية
22. جمال قاسمي" (جمال القاسمي): هذا الكتيب عبارة عن رد الشيخ النانوتوي على رسالتين أرسلهما إليه الشيخ محمد جمال الدين الدهلوي؛ إحدى الرسالتين تتحدث عن مسألة وحدة الوجودالشائعة عند الصوفية، والأخرى عن سماع الموتى.
23. «مكتوبات قاسمية» (رسائل قاسمية): هذا الكتيب يشتمل على ثمانِ رسائل للشيخ النانوتوي تتحدث عن موضوعات ومسائل في التصوف والسلوك.
24. «الأجوبة الكاملة في الأسولة الخامسة»، هكذا: هذا الكتيب في الرد على الشيعة والتشيع.
25. «اللطائف القاسمية»: هذا الكتيب عبارة عن تسع رسائل كتبها الشيخ النانوتوي في الرد على رسائل تسعة أشخاص تلقاها.

1. «قصائد قاسمية»: هذه مجموعة شعرية للشيخ محمد قاسم النانوتوي؛ القصيدة الأولى في نعت الرسول صلى الله عليه وسلم، وبعدها ثلاث قصائد في مدح السلطان عبد الحميد (السلطان العثماني)؛ الأولى منها باللغة الأردية، والثانية باللغة الفارسية، والقصيدة الثالثة باللغة العربية، وفي آخر الكتيب قصيدة بين فيها سلسلة الطريقة الجشتية الصابرية الصوفية

## مشاركته العملية ضد القوات الإستعمارية
بدأت مقاومة مسلحة ضد القوات الإستعمارية في الهند يوم الحادي عشر من مايو عام 1857م، وسميت هذه المقاومة بـ«ثورة 1857م» أو «حرب استقلال الهند عام 1857م»؛ وبعدها بشهور عدة أَعدَم «صپانكيي» ألحاكمُ الإستعمارى لمقاطعة سهارنفور القاضيَ عبدَ الرحيم أحد وجهاء المنطقة من المسلمين مع مجموعة من أصدقائه، فثار الناس في هذه المنطقة ضد الإنجليز، وشكل العلماء مجلسا لإدارة معركة ضدهم في المنطقة، وكان الشيخ محمد قاسم النانوتوي أحد القيادات الذين قادوا المعارك ضد الإستعمار في منطقتي تهانه بهون وشاملي، وقد أبلى مع أصحابه في هذه المعارك بلاء حسنا، ولما هُزم المسلمون في معركة تحرير الهند لأسباب مؤسفة، كوجود المنافقين داخل الصف الإسلامي، اضطر الشيخ محمد قاسم النانوتوي أن يختفي عن الأنظار؛ لأن الإستعمار أصدروا أمرا بإلقاء القبض عليه، وأخذوا يُعدِمون العلماء والمشايخ والوجهاء ويقتلونهم لأدنى سبب، وفي كثير من الأحيان من دون تقديمهم للمحاكمة، وخاصة من تثبت عليه تهمة المشاركة في المقاومة ضدهم. وبقي الشيخ النانوتوي مختفيا عن أنظار الحكومة الإستعمارية، ثلاث سنوات ونصف سنة، سافر خلالها لأداء فريضة الحج عام 1860م، ولما عاد من سفر الحج بعد سنة تقريبا (عام 1861م) إلى مدينته نانوته كانت الظروف قد تغيرت إلى حد كبير، وأصبحت أكثر هدوءً، فاستأنف عمله السابق في تصحيح الكتب في المطابع التي كانت تنشر كتب التراث الإسلامية. إنشاء مدرسة عالية دار العلوم ديوبند لما رأى العلماء وأصحاب الرأي ما آلت إليه أحوال المسلمين في الهند بعد حرب تحرير الهند عام 1857م، وأن المسلمين تضرروا فيها كثيرا؛ فإن عددا كبيرا من العلماء والمشايخ قُتِلوا في المعارك، وأعدمت مجموعة كبيرة جدا منهم من قبل الإنجليز، ومنهم من طردهم الإستعمارإلى بلاد بعيدة، ومنهم من عوقبوا بالسجن في جزر اندمان، واضطرت مجموعة أخرى منهم للهجرة من الهند إلى بلاد الحرمين وغيرها، وقد أدى كل ذلك إلى تعطيل المدارس الدينية وتوقفها عن العمل تماما، من لذلك قرر العلماء الحفاظ على الدين والتدين عن طريق نشر العلوم الدينية على نطاق واسع عن طريق تنشيط المدارس المعطلة وإنشاء المدارس الجديدة، ومن هنا قرر الشيخ النانوتوي ومجموعة من أصحابه إنشاء مدرسة دينية، وقد أنشأوا تلك المدرسة التي سميت بعد ذلك بـ«دار العلوم ديوبند» في مايو عام 1867م، وكانت بدايتها بتلميذ واحد في مسجد «جهته والي مسجد» في قرية ديوبند بمنطقة سهارنفور الهند، وعين الشيخ محمد قاسم النانوتوي أول مدير لهذه المدرسة، وبارك الله في هذه المدرسة، فخرّجت أجيالا من العلماء والدعاة والمصلحين الذين انتشروا في أرجاء شبه القارة الهندية، وأنشأوا آلاف المدارس الدينية على غرارها، وسميت من أجل خدماتها الجليلة بـ«أزهر الهند»

## وفاته
غادر الشيخ محمد قاسم النانوتوي بلده ديوبند لأداء الحج للمرة الثالثة في شهر شوال عام 1294هـ، وعند عودته في ربيع الأول عام 1295هـ مرض في مدينة جدة، واستمر مرضه مع محاولات العلاج المستمرة إلى أن وافاه الأجل المحتوم يوم الخميس الرابع من جمادى الأولى عام 1297هـ، الموافق الخامس العشر من أبريل عام 1880م في ديوبند.
وجملة القول فيه إن له مآثر نبيلة في بناء مستقبل المسلمين الديني في هذه البلاد، وأيادي بيضاء على الشعب المسلم.
من تصانيفه: «حواشي صحيح البخاري» و «مصابيح التراويح».

## للإستزاده
- مقال «مؤسس أزهر الهند» - الشيخ عبد المنصور الكراتشوي - مجلة البلاغ العدد: (3) محرم، صفر، ربيع الأول 1432 هـ ، ص 43، نسخة إلكترونية.